# Egipatski kalendar
Drevni egipatski kalendar poznatiji kao Annus Vagus ili "Pomična godina" imao je godinu podijeljenu u 12 mjeseci s po 30 dana, a na kraju svake godine se dodavalo pet dana. Mjeseci su bili grupirani u tri godišnja doba, odnosno tri poljoprivredna ciklusa: vrijeme poplave (Akhet), sjetve (Proyet) i žetve (Shomu).
Kalendar se svake sunčeve godine razlikovao za jedan dan, pa se više nije podudarao s godišnjim razdobljima.
Tek poslije 1460 godina (tzv. Sotis-razdoblja) bi godina opet počela u pravo doba. To je ispravljeno dodavanjem jednog dana svake četvrte godine (prijestupna godina).
Rimski pisac Cenzorin je tvrdio da je egipatska Nova godina počela 20. srpnja po julijanskom kalendaru 139. godine pr. Kr. kada je zabilježeno helijakalno uzdizanje Siriusa. Na temelju toga se izračunalo da je prije toga Nova godina počela u taj dan 1322. pr. Kr., a prije toga 2782. pr. Kr. Smatra se da je upravo tada izmišljen kalendar, ali neki autori tvrde da se koristio od godine 4442. pr. Kr.

## Početci kalendara
Za jednu tablicu iz vremena vladavine kralja Džera (Prva dinastija) iz oko 3000. pr. Kr., prvi egiptolozi su pretpostavili da ukazuje na to da su Egipćani već ustanovili vezu između helijakalnog izlaska Sothis-a (Siriusa) i početka godine. Međutim, novija raščlamba slikovne scene na ovoj tablici je dovela u pitanje upućuje li ona uopće na Sothis. Naše poznavanje ovog razdoblja ostaje više stvar nagađanja nego utvrđene činjenice.

## Vrste kalendara
U starom Egiptu su znali za građansku godinu (svaka duljine 365 dana, bez iznimke) i dva lunisolarna kalendara: jedan reguliran pojavom Sirijusa i drugi shematski, usklađen s građanskom godinom.
Egipćani su u ranijem razdoblju mogli koristiti lunarni kalendar, ali kada su otkrili nesklad između lunarnog kalendara i smjene godišnjih doba, vjerojatno su prešli na kalendar zasnovan na izlijevanju Nila. Prvo izlijevanje prema ovom kalendaru je opaženo u najstarijoj egipatskoj prijestolnici, Memfisu, u isto vrijeme kada i helijakalni izlazak Sirijusa (egipatski Sopdet, grčki Sothis). Egipatska godina bila je podijeljena u tri sezone (godišnja doba): akhet (Izlijevanje ili Poplava), peret (Rast - Zima) i shemu (Žetva - Ljeto).
Razlika između sezonske i građanske godine je bila oko 1 dan svake 4 godine, pa se helijakalni izlazak Sothisa vraćao na istu točku kalendara svakih oko (4×365=) 1460 godina (Sotis-razdoblje). Pošto je ovo lutajuća godina, ipak je zadržan i lunarni kalendar, reguliran izlascima Sirijusa, za vjerske, poljoprivredne i svakodnevne svrhe, dok je građanski 365-dnevni kalendar korišten u upravi. Egipćani su također znali da je 309 lunacija skoro jednako 9 125 dana, ili 25 građanskih godina, što je vjerojatno korišteno u konstrukciji sekundarnog lunarnog kalendara, na koji je preneseno određivanje vjerskih proslava i dužnosti. Prijestupni mjesec je umetan onda kada bi lunarna godina počinjala prije građanske.

## Brojenje godina
Nije postojala neka sveopća kalendarska era, nego samo vladavina faraona, npr. "Godina 1 Kralja N.N.". Brojenje se vraćalo na "1" sa svakim novim ustoličenjem.

## Mjeseci i dani
Većim dijelom egipatske povijesti, mjeseci nisu nazivani pojedinačnim imenima, već numerirani unutar tri sezone. Ali, već u Srednjem kraljevstvu, svaki mjesec imao je vlastito ime. Ova će se razviti u nazive iz Novog kraljevstva, od kojih su kasnije nastala helenizirana imena koja je, između ostalih, Ptolemej koristio za kronologiju u Almagestu. Konvencija među suvremenim egiptolozima je da se mjeseci redom numeriraju rimskim brojevima.
Dani u mjesecu građanske godine također su bili redom nabrojeni, pa bi građanski nadnevak mogao glasiti: "Vladarska godina 1, četvrti mjesec Poplave, dan 5, pod veličanstvom Kralja N.N.". U lunarnom kalendaru je svaki dan bio imenovan, a bile su prepoznate i četiri Mjesečeve mijene, iako nije postojala podjela na manje jedinice poput tjedana. Za razliku od većine drugih naroda koji su rabili lunarni kalendar, Egipćani su dan započinjali izlaskom Sunca, jer se početak mjeseca (a time i dana) računao od nestanka starog Mjeseca pred zoru. Obdanica i noć bili su podijeljeni na po 12 sati, čija se duljina mijenjala tijekom godine i koji su mjereni vodenim (klepsidra) i sunčanim satovima
| Br.  | Imena sezona    | Srednje kraljevstvo | Novo kraljevstvo | Grčki      | Koptski   | Egipatski arapski |
| ---- | --------------- | ------------------- | ---------------- | ---------- | --------- | ----------------- |
| I    | Prvi Akhet-a    | Tekh                | Dhwt             | Thoth      | Thout     | Tout              |
| II   | Drugi Akhet-a   | Menhet              | Pa-n-ip.t        | Phaophi    | Paopi     | Baba              |
| III  | Treći Akhet-a   | Hwt-hwr             | Hwt-hwr          | Athyr      | Hathor    | Hatour            |
| IV   | Četvrti Akhet-a | Ka-hr-ka            | Ka-hr-ka         | Choiak     | Koiak     | Kiahk             |
| V    | Prvi Peret-a    | Sf-bdt              | Ta-'b            | Tybi       | Tobi      | Touba             |
| VI   | Drugi Peret-a   | Rekh wer            | Mḫyr             | Mechir     | Meshir    | Amshir            |
| VII  | Treći Peret-a   | Rekh neds           | Pa-n-amn-htp.w   | Phamenoth  | Paremhat  | Baramhat          |
| VIII | Četvrti Peret-a | Renwet              | Pa-n-rnn.t       | Pharmouthi | Paremoude | Baramouda         |
| IX   | Prvi Shemu-a    | Hnsw                | Pa-n-ḫns.w       | Pachon     | Pashons   | Bashans           |
| X    | Drugi Shemu-a   | Hnt-htj             | Pa-n-in.t        | Payni      | Paoni     | Ba'ouna           |
| XI   | Treći Shemu-a   | Ipt-hmt             | Ipip             | Epiphi     | Epip      | Abib              |
| XII  | Četvrti Shemu-a | Wep-renpet          | Msw-r'           | Mesore     | Mesori    | Mesra             |

## Ptolemejsko i rimsko razdoblje
Prema rimskom piscu Cenzorinu, dan egipatske Nove godine je pao 20. srpnja 139. po. Kr. po julijanskom kalendaru, kada je u Egiptu bio i helijakalni izlazak Sirijusa. Iz ovoga je moguće izračunati da se ovo poklapanje prethodno dogodilo 1322. pr. Kr., a prije toga 2782. pr. Kr. Ovaj drugi nadnevak postuliran je kao vrijeme kada je kalendar izmišljen, ali gore spomenuta Djerova vladavina prethodi tomu. Drugi povjesničari pomiču početak kalendara za još jedan ciklus, do 4242. pr. Kr.
Ptolemejski vladari Egipta su 238. pr. Kr. dekretirali da će svaka četvrta godina biti dugačka 366 dana umjesto 365, što nije zaživjelo. Reforma će stupiti na snagu tek kada August uvede "Aleksandrijski kalendar" 26./25. pr. Kr., koji je uključivao šesti epagomenalni dan i to 22. pr. Kr. po prvi put. Ovim je skoro zaustavljeno pomicanje prvog dana godine (1 Thoth) u odnosu na godišnja doba, ostavljajući ga vezanim na 29. kolovoza po julijanskom kalendaru, odnosno 30. pred julijansku prijestupnu godinu.

## Reformirani kalendar
Ovaj reformirani egipatski kalendar se i danas koristi u Egiptu kao koptski kalendar egipatske crkve, a i šire egipatske populacije, osobito zemljoradnika (fellah) za računanje poljoprivrednih sezona. Suvremeni egipatski farmeri, poput njihovih drevnih predaka, dijele godinu u tri sezone: zimu, ljeto i poplavu. Kalendar je također povezan s mjesnim festivalima poput godišnjeg Izlijevanja Nila i starim proljetnim festivalom sham en nisim.
Astronomi u srednjem vijeku rabili su egipatski kalendar zbog njegove matematičke pravilnosti. Kopernik je npr. konstruirao svoje tablice kretanja planeta na osnovi egipatske godine.
Etiopski kalendar je zasnovan na ovom kalendaru, samo što koristi amharska imena za svoje mjesece i koristi drukčiju eru. Francuski revolucionarni kalendar je imao istu strukturu (12×30+ 5 ili 6 dana), ali je započinjao godinu jesenjom ravnodnevnicom. Britanski tvorac planetarija John Gleave predstavio je egipatski kalendar u rekonstrukciji antikiterskog mehanizma.